# Juan de Moncada y de Tolça
Juan de Moncada y de Tolça, conte di Aitona (in catalano Joan de Montcada i Tolsà; ... – 1560), è stato un nobile, politico e militare spagnolo.

## Biografia
Figlio primogenito di Gastón, XI barone di Aitona, e della nobildonna Ángela de Tolça y Ripoll, signora di Palma y Ador e Benasque, sposò in prime nozze la nobildonna siciliana Giovanna La Grua Talamanca Bracco, figlia di Giovanni Vincenzo, signore di Carini, da cui ebbe una sola figlia (Isabella), ed in seconde nozze Ana de Cardona y Manrique, figlia di Fernando, II duca di Cardona, da cui ebbe otto figli (Francisco, Hugo Ambrosio, Carlos, Pedro, Juan, Ana, Ángela, Beatriz).
Erede di tutti i titoli e feudi paterni e materni, fu maestro razionale e Gran siniscalco della Catalogna, Gran giustiziere del Regno di Sicilia (1529), presidente del Regno di Sicilia (1535), e capitano generale del Regno di Sicilia (1536).
Il 12 settembre 1536, con privilegio concessogli dall'imperatore Carlo V di Spagna, fu investito del titolo di I conte di Aitona.